# Tofigh Jahanbakht
Jahanbakht Tofigh (in persiano جهانبخت توفی‎; Sarab, 9 febbraio 1931 – Londra, 28 aprile 1970) è stato un lottatore iraniano, specializzato nella lotta libera.

## Palmarès

### Olimpiadi
- 1 medaglia:
  - 1 bronzo (Helsinki 1952 nei 67 kg)

### Giochi asiatici
- 1 medaglia:
  - 1 argento (Tokyo 1958 nei 73 kg)

### Mondiali
- 1 medaglia:
  - 1 oro (Tokyo 1954 nei 67 kg)